# 安武直夫

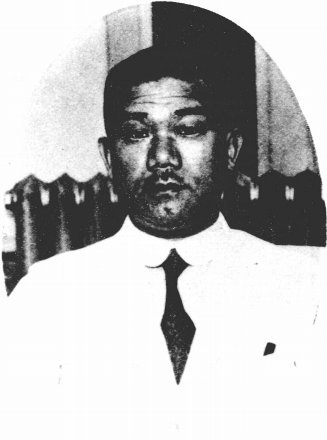
安武直夫

安武 直夫（やすたけ ただお、1887年（明治20年）6月24日 - 1959年（昭和34年）3月21日）は、日本の内務官僚、台湾総督府官僚、朝鮮総督府官僚。

## 経歴
福岡県の田崎家に生まれ、長じて後に安武一(はじめ)の婿養子となった。1913年（大正2年）、高等文官試験に合格し、翌年に東京帝国大学法科大学独法科を卒業。内務省に入省し、山形県理事官、警保局事務官、朝鮮総督府事務官を歴任。さらに社会局書記官・庶務課長となり、臨時震災救護事務局書記官、資源局事務官を兼ねた。1932年（昭和7年）、台湾総督府文教局長に就任し、1935年（昭和10年）には平安南道知事に転じた。台湾総督府文教局長時代には、伝習館中学(現在の福岡県柳川市にある伝習館高等学校)の先輩でもあり親交のあった北原白秋を台湾に招聘している。
1936年（昭和11年）に退官した後は弁護士を開業し、さらにヤサカ金属工業株式会社社長を務めた。